# Forças Armadas Neutralistas

Bandeira das Forças Neutralistas do General Kong Le criada no exílio.

Forças Armadas Neutralistas (em francês:  Forces Armées Neutralistes, FAN) foi um movimento político armado da Guerra Civil Laociana.

## História
As Forças Armadas Neutralistas foram fundadas pelos amotinados do Bataillon Parachustistes 2 (Batalhão de Paraquedistas 2), que foi derrotado na Batalha de Vientiane. O posicionamento original das Forças Armadas Neutralistas era o de seu comandante, o Capitão Kong Le, que defendia a estrita neutralidade para o Reino do Laos e fim da corrupção governamental. Retirando-se de Vientiane com uma derrota em 16 de dezembro de 1960, as Forças Armadas Neutralistas ocuparam a Planície de Jars; seu principal centro era a pista de pouso em Muang Soui. O ano seguinte foi gasto em conflito com os guerrilheiros realistas. Durante 1961, as Forças Armadas Neutralistas cresceram para uma força de 8.000; tinha uma companhia de tanques e um pequeno ramo aéreo. No entanto, foram prejudicadas pelos suprimentos insuficientes repassados inadequadamente aos comunistas do Pathet Lao.
A primavera de 1963 foi uma estação de crescente dissensão nas fileiras Neutralistas; lados começaram a ser tomados. O major-general Kong Le fez uma aliança com os realistas. Em resposta, em abril de 1963, o coronel Deuane Sunnalath dividiu vários batalhões em um novo partido, os Neutralistas Patrióticos, que se aliaram ao Pathet Lao. O número de baixas de abril de 1963 para as Forças Armadas Neutralistas foi de 85 mortos e 43 feridos. Considerando todas as perdas e deserções, as Forças Armadas Neutralistas foram reduzidas para 2.200 homens e 50 tanques leves PT-76 no final do mês.
Nos anos subsequentes, o desempenho em batalha das Forças Armadas Neutralistas oscilaria de indistinto a ruim, tal como em Lak Sao. De 1961 a 1966, lançou vários ataques malsucedidos às posições do tergo de Phou Khout das tropas do Exército Popular do Vietnã negligenciando suas posições em Muang Soui. Ocasionalmente, Kong Le assumiu as vestes de monge budista enquanto seus subordinados lideravam os ataques. O ressentimento cresceu entre seus subordinados e suas tropas em relação à sua liderança, e eles se amotinaram e forçaram Kong Le ao exílio em 16 de outubro de 1966. Após sua partida, as Forças Armadas Neutralistas foram incorporadas ao Exército Real do Laos e desapareceram consequentemente.